# 館田站

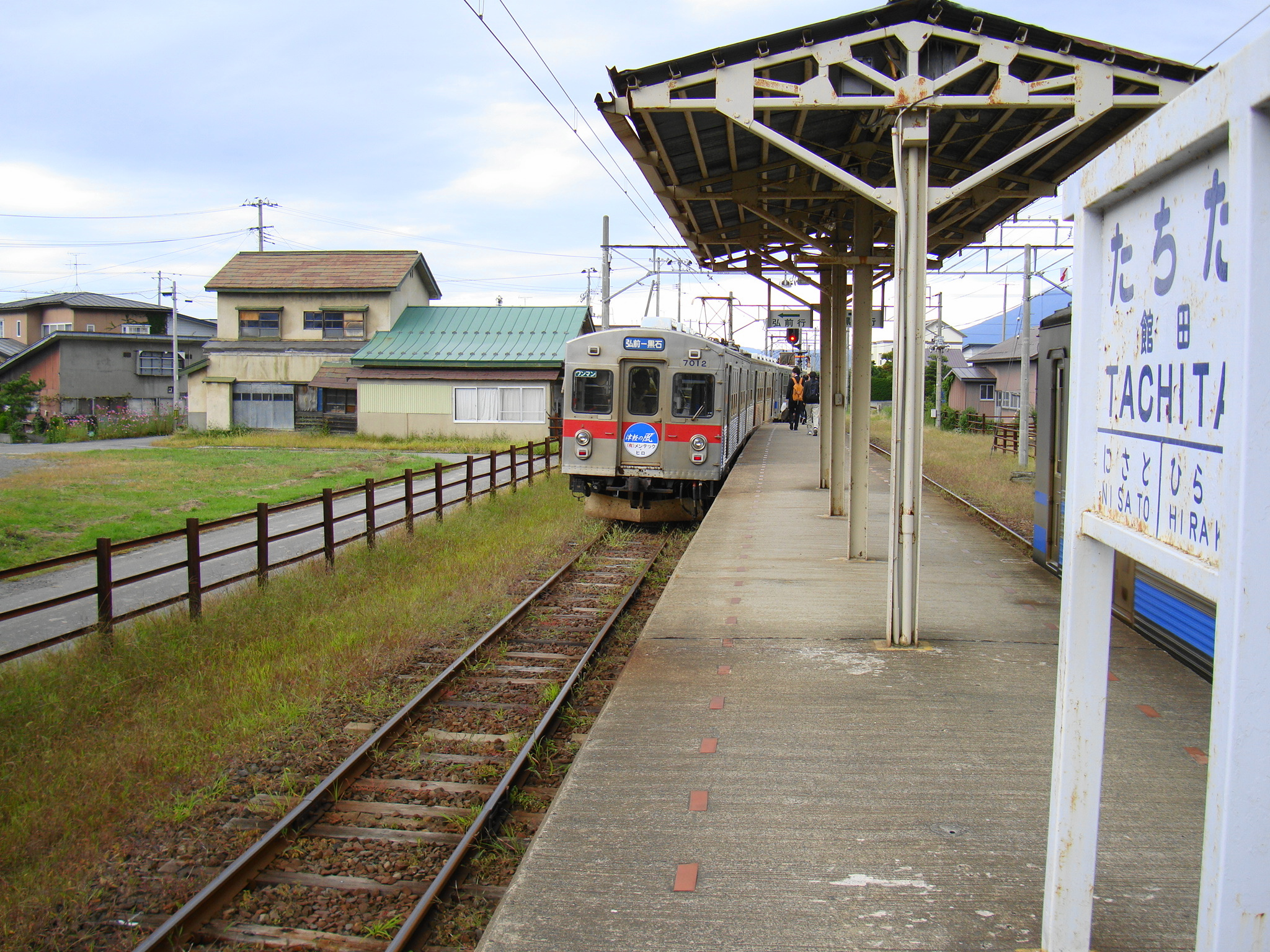
月台

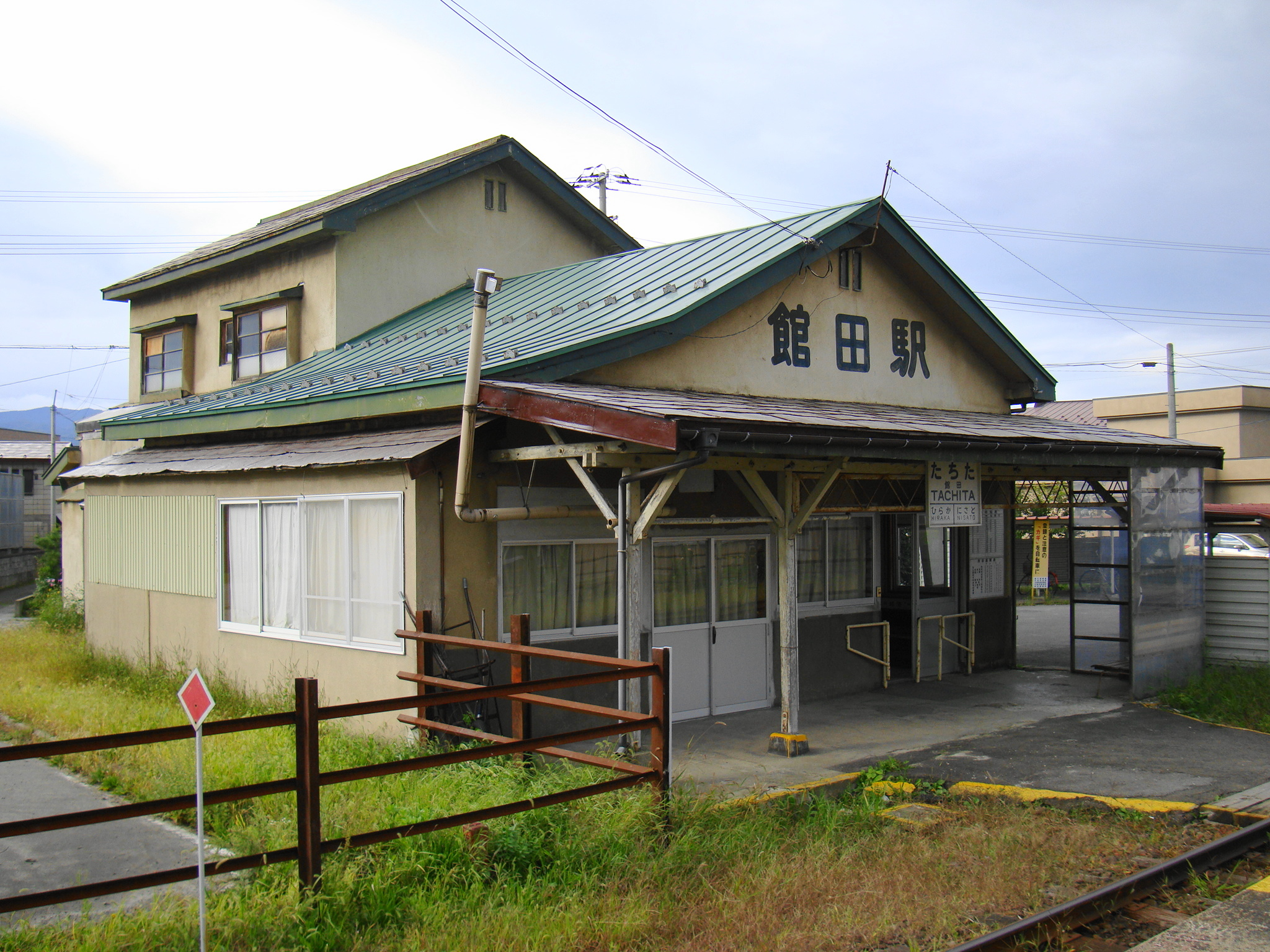
從月台望見車站大樓

館田站（日语：／ Tachita eki */?）是位於青森縣平川市館田中前田98番4號，弘南鐵道的弘南線車站。

## 車站構造
單層式木建站房1座，與一般車站的設計有異，站房並與月台成平行建設，而是順時鐘方向轉了90度。
站房右邊設有投幣式電話亭、左側為有蓋單車停泊場。
進入站房後，前方為候車大堂，後方為已經停用的站務室，左側為開放式閘口、經過跨越往弘前方向路軌的平交道前往月台。

### 月台
設有1面2線的島式月台。與鄰站新里站相同，皆以鋼架配水泥板所建成，而且並沒有設置月台編號。純以「黑石方」及「弘前方」標示。往黑石方向路軌旁另設有一條側軌，可由平賀端駛入，但新里方的一段已被徹去。
本月台只設有梯級上落，雖然梯級旁邊加建了斜道，但寬度只適合手推車或單車使用。
現時除晨早頭三個班次外，其餘所有定期列車都會在此站進行列車交會。
| 月台              | 路線    | 方向     |
| ----------------- | ------- | -------- |
| 北端 （遠離站房） | ■弘南線 | 弘前方向 |
| 南端 （靠近站房） | ■弘南線 | 黑石方向 |

## 歷史
- 1927年9月7日：車站啟用。
- 1974年10月1日：改為業務委託車站。
- 1984年7月1日：結束貨物起卸業務。
- 1997年8月25日：此站上下行列車進行列車交會時發生相撞。
- 2006年4月1日：結束業務委託，成為無人車站。
- 2023年4月12日：增設車站編號[1]。

## 使用狀況
| 1日上落車人次 | 1日上落車人次 |
| 年度          | 1日平均人次   |
| ------------- | ------------- |
| 2011年        | 164           |
| 2012年        | 170           |
| 2013年        | 188           |
| 2014年        | 172           |
| 2015年        | 164           |
| 2016年        | 180           |
| 2017年        | 184           |
| 2018年        | 87            |
| 2019年        | 79            |
| 2020年        | 130           |
| 2021年        | 128           |
| 2022年        | 55            |

## 車站周邊
車站位於農村位置，附近設有稻田。
- 青森縣道104號館田停車場線（日语：青森県道104号館田停車場線）
- 館田溫泉
- JA津輕未來（日语：津軽みらい農業協同組合）低温農業倉庫

## 巴士路線
- 平川市循環巴士（日语：平川市循環バス）
  - 杉館、松崎線
  - 岩館、大坊線

## 相鄰車站
弘南鐵道
弘南線
新里－館田－平賀

## 外部連結
- 館田站 （页面存档备份，存于）（日語） （各站資訊） - 弘南鐵道